# Фундень (комуна, Келераш)
Фундень, Фундені (рум. Fundeni) — комуна у повіті Келераш в Румунії. До складу комуни входить єдине село Фундень.
Комуна розташована на відстані 20 км на схід від Бухареста, 81 км на захід від Келераші.

## Населення
За даними перепису населення 2002 року у комуні проживала 5521 особа.
Національний склад населення комуни:
| Національність | Кількість осіб | Відсоток |
| -------------- | -------------- | -------- |
| румуни         | 5222           | 94,6%    |
| цигани         | 296            | 5,4%     |
| угорці         | 1              | < 0,1%   |

Рідною мовою назвали:
| Мова      | Кількість осіб | Відсоток |
| --------- | -------------- | -------- |
| румунська | 5518           | 99,9%    |
| угорська  | 1              | < 0,1%   |

Склад населення комуни за віросповіданням:
| Релігія            | Кількість осіб | Відсоток |
| ------------------ | -------------- | -------- |
| православні        | 5472           | 99,1%    |
| п'ятдесятники      | 18             | 0,3%     |
| баптисти           | 13             | 0,2%     |
| адвентисти         | 4              | 0,1%     |
| римо-католики      | 3              | 0,1%     |
| бретрени           | 3              | 0,1%     |
| греко-католики     | 2              | < 0,1%   |
| мусульмани         | 2              | < 0,1%   |
| реформати          | 1              | < 0,1%   |
| не вказали релігію | 2              | < 0,1%   |